# Richard Cromwell (acteur)
Pour les articles homonymes, voir Cromwell.
Pour l'homme politique britannique, voir Richard Cromwell.
Richard Cromwell, né LeRoy Melvin Radabaugh à Long Beach (Californie) le 8 janvier 1910 et mort à Los Angeles le 11 octobre 1960, est un acteur américain. 

## Biographie
Marié de 1945 à 1946 avec l'actrice Angela Lansbury.

## Filmographie partielle
- 1930 : Tol'able David de John G. Blystone : David Kinemon
- 1932 : Emma, de Clarence Brown : Ronald Smith
- 1932 : Tom Brown of Culver de William Wyler
- 1933 : Les As du reportage (Above the Clouds), de Roy William Neill : Dick Robinson
- 1933 : Houp là (Hoop-La) de Frank Lloyd
- 1933 : La Loi de Lynch (This Day and Age), de Cecil B. DeMille : Steve Smith
- 1934 : Carolina, de  Henry King : Allen
- 1935 : Les Trois Lanciers du Bengale (The Lives of a Bengal Lancer), de Henry Hathaway : Lieutenant Stone
- 1935 : Les Hommes de l'heure (Men of the Hour), de Lambert Hillyer : Dave Durkin
- 1935 : Soir de gloire (Annapolis Farewel), de Alexander Hall : Boyce Avery
- 1937 : Après (The Road Back), de James Whale : Ludwig
- 1937 : Choc en mer (Our Fighting Navy), de Norman Walker : Lieutenant Bill Armstrong
- 1938 : L'Insoumise (Jezebel), de William Wyler : Ted
- 1938 : Tempête sur le Bengale (Storm over Bengal) de Sidney Salkow : Neil Alison
- 1939 : Vers sa destinée (Young Mr. Lincoln), de John Ford : Matt Clay